# Campionato americano femminile di pallacanestro 1989
Il 1º Campionato americano femminile di pallacanestro FIBA (noto anche come FIBA Americas Championship for Women 1989) si svolse dal 6 al 13 agosto 1989 a San Paolo, in Brasile.
I Campionati americani femminili di pallacanestro sono una manifestazione biennale tra le squadre nazionali organizzato dalla FIBA Americas. L'edizione 1989 garantiva alle prime quattro classificate l'accesso diretto al Campionato mondiale femminile di pallacanestro 1990.

## Squadre partecipanti
- Argentina
- Brasile
- Canada
- Cuba
- Messico
- Perù
- Rep. Dominicana
- Stati Uniti

## Prima fase

### Gruppo A
| Squadra         | G | V | P | PF  | PS  | DP   |
| --------------- | - | - | - | --- | --- | ---- |
| Cuba            | 3 | 3 | 0 | 280 | 206 | +74  |
| Stati Uniti     | 3 | 2 | 1 | 277 | 204 | +73  |
| Argentina       | 3 | 1 | 2 | 259 | 300 | -41  |
| Rep. Dominicana | 3 | 0 | 3 | 190 | 296 | -106 |

### Risultati
| San Paolo 6 agosto 1989, ore 15:00 | Cuba | 96 – 39 (49-22) | Rep. Dominicana |  |

| San Paolo 6 agosto 1989, ore 21:00 | Stati Uniti | 101 – 68 | Argentina |  |

| San Paolo 7 agosto 1989, ore 18:00 | Stati Uniti | 99 – 58 (52-32) | Rep. Dominicana |  |

| San Paolo 7 agosto 1989 | Cuba | 106 – 90 | Argentina |  |

| San Paolo 8 agosto 1989, ore 18:00 | Argentina | 101 – 93 | Rep. Dominicana |  |

| San Paolo 8 agosto 1989, ore 22:00 | Cuba | 78 – 77 | Stati Uniti |  |

### Gruppo B
| Squadra | G | V | P | PF  | PS  | DP  |
| ------- | - | - | - | --- | --- | --- |
| Brasile | 3 | 3 | 0 | 285 | 187 | +98 |
| Canada  | 3 | 2 | 1 | 213 | 181 | +32 |
| Perù    | 3 | 1 | 2 | 153 | 244 | -91 |
| Messico | 3 | 0 | 3 | 196 | 235 | -39 |

### Risultati
| San Paolo 6 agosto 1989, ore 17:00 | Canada | 73 – 37 (33-24) | Perù |  |

| San Paolo 6 agosto 1989, ore 19:00 | Brasile | 93 – 73 (52-39) | Messico |  |

| San Paolo 7 agosto 1989, ore 16:00 | Canada | 82 – 64 (44-30) | Messico |  |

| San Paolo 7 agosto 1989, ore 20:00 | Brasile | 112 – 55 (48-33) | Perù |  |

| San Paolo 8 agosto 1989, ore 16:00 | Perù | 60 – 59 (d.1t.s.) (29-22, 56-56) | Messico |  |

| San Paolo 8 agosto 1989, ore 20:00 | Brasile | 80 – 58 (47-28) | Canada |  |

## Girone finale
| Squadra     | G | V | P | PF  | PS  | DP  |
| ----------- | - | - | - | --- | --- | --- |
| Brasile     | 3 | 3 | 0 | 310 | 251 | +59 |
| Cuba        | 3 | 2 | 1 | 248 | 255 | -7  |
| Stati Uniti | 3 | 1 | 2 | 250 | 236 | +14 |
| Canada      | 3 | 0 | 3 | 214 | 280 | -66 |

### Risultati
| San Paolo 10 agosto 1989, ore 20:00 | Brasile | 99 – 72 (48-35) | Canada |  |

| San Paolo 10 agosto 1989, ore 22:00 | Cuba | 71 – 67 | Stati Uniti |  |

| San Paolo 11 agosto 1989, ore 20:00 | Brasile | 116 – 89 (61-65) | Cuba |  |

| San Paolo 11 agosto 1989, ore 22:00 | Stati Uniti | 93 – 70 | Canada |  |

| San Paolo 12 agosto 1989, ore 16:00 | Cuba | 80 – 72 | Canada |  |

| San Paolo 12 agosto 1989, ore 18:00 | Brasile | 95 – 90 | Stati Uniti |  |

## Fase finale

### Semifinali 5º - 8º posto
| San Paolo 10 agosto 1989, ore 16:00 | Argentina | 78 – 72 (30-29) | Messico |  |

| San Paolo 10 agosto 1989, ore 18:00 | Rep. Dominicana | 76 – 67 | Perù |  |

### Finali
- 7º - 8º posto

| San Paolo 11 agosto 1989, ore 16:00 | Messico | 71 – 59 (31-37) | Perù |  |

- 5º - 6º posto

| San Paolo 11 agosto 1989, ore 18:00 | Argentina | 99 – 86 (53-44) | Rep. Dominicana |  |

- 3º - 4º posto

| San Paolo 13 agosto 1989, ore 13:30 | Canada | 71 – 63 (28-26) | Stati Uniti |  |

- 1º - 2º posto

| San Paolo 13 agosto 1989, ore 15:30 | Cuba | 87 – 84 (52-47) | Brasile |  |

## Classifica finale
| Campione d'America | Campione d'America | Campione d'America |
| --- | ------------------ | --- |
| Cuba4 Borrell, 5 A. Hernández, 6 Gómez, 7 Díaz, 8 Perdomo, 9 Águila, 10 León, 11 Martínez, 12 Henry, 13 Cala, 14 R. Hernández, 15 McCarthy, All. Manuel Pérez |                    | |
| Argento | Brasile            | Brasile4 Hortência, 5 Branca, 6 Nádia, 7 Vânia Hernandes, 8 Paula, 9 Janeth, 10 Vanira, 11 Marta Sobral, 12 Vânia Teixeira, 13 Ana Mota, 14 Carmem, 15 Ruth, All. Antônio Vendramini |
| Bronzo | Canada             | CanadaBlackwell, Boucher, Clarke, Evans, Fowler, Hamilton, Johnston, Kowal, Lange, Pendergast, St. Martin, Thomas, All. Wayne Hussey                                                 |
| 4. | Stati Uniti        | Stati UnitiAzzi, Bullett, Campbell, Charles, Dixon, Hall, Jordan, Lacy, Lieberman, Price, Stinson, Toler, All. C. Vivian Stringer                                                    |
| 5. | Argentina          | Argentina4 G. Casini, 5 Van Der Wee, 6 Rosolen, 7 Ibarra, 8 Tizón, 9 Falabella, 10 Alomo, 11 Socías, 12 García, 13 Rodríguez, 14 Andreozzi, 15 Rinkewitsch, All. Rodolfo Casini      |
| 6. | Rep. Dominicana    | Rep. DominicanaAquino, Arias, Clemente, Durán, E. Guerrero, M. Guerrero, Herrera, Ortiz, B. Santos, D. Santos, Trinidad, Zapata, All. Sergio Abreu                                   |
| 7. | Messico            | MessicoOl. Carrillo, Or. Carrillo, Castelo, Corral, Hayashi, Heredia, Jacques, López, Marín, Reyes, Torres, Urzúa, All. Jorge Toussaint                                              |
| 8. | Perù               | PerùAllison, Cannock, Cantella, Cosío, Flechelle, Luna, Prieto, E. Sangio, M. Sangio, Serpa, B. Tubino, F. Tubino, All. Nelson Isley                                                 |